# James Boyd
James Boyd, detto Jim (Rocky Mount, 30 novembre 1930 – Baltimora, 25 gennaio 1997), è stato un pugile statunitense.

## Palmarès
Olimpiadi
- 1 medaglia:
  - 1 oro (pesi mediomassimi a Melbourne 1956).